# Тирибровская волость
Тирибровская волость, Тирибревская волость — волость в составе Александровского уезда Владимирской губернии. Волостной центр — деревня Тириброво (Тирибрево). Образована в 1861 году, упразднена в 1929 году.

## Состав волости
В 1890 году в состав волости входило 48 населённых пунктов
По данным на 1913 год входили 47 населённых пунктов
- Арханка (Арханки)
- Астафьево
- Асташкино
- Атертиково
- Банево
- Березино (Березина)
- Брыковы Горы
- Веригино (Вертягино)
- Взвоз
- Головеново
- Горки
- Гришино
- Данилково
- Двойнино
- Домнино (ныне Домкино)
- Дубна (Дубня)
- Дубровы
- Зезевитово (Зазевитово)
- Звягины Горки
- Конищево
- Конюхово
- Корела (Корелы)
- Круглышево
- Кузнецово
- Лисавы
- Лобково
- Мистрино
- Мякишево
- Неумойка (ныне Неумоино)
- Николаевка
- Новинки-Круглышево (Успенское, Муханово)
- Осейка
- Осташкино
- Полувзвоз
- Потопиха
- Пречистино
- Прокино
- Ратьково
- Старая
- Сущево
- Татариново
- Тириброво (Тирибрево) — волостной центр
- Толмачево
- Тургенево
- Филелейка
- Хорошево
- Яхонино

В советские годы в составе волости было 24 сельсовета: Антоновский, Березинский, Вертягинский, Вишняковский, Домкинский, Дуденевский, Зезевитовский, Измайловский, Корельский, Круглищевский, Лобковский, Мироедовский, Михалевский, Мякишевский, Николаевский, Обашевский, Полувзвозский, Потопихинский, Ратьковский, Старовский, Терещенский, Тирибровский, Толмачевский, Хорошевский.

## Население
В 1890 проживали 5580 человек.

## История
По постановлению ВЦИК от 8 мая 1924 года вошла Вишняковская волость Переславль-Залесского уезда без селения Янево-Ведомша.
Упразднена в 1929 году в связи с ликвидацией волостей, уездов и губерний. Большая часть вошла в состав Александровского района Александровского округа Ивановской Промышленной области.